# Eunice Spry
 (mai 2024).
Eunice Spry (née le 28 avril 1944) est une femme britannique originaire de la ville de Tewkesbury dans le Gloucestershire, témoin de Jéhovah  qui a été reconnue coupable de 26 accusations de maltraitance sur des enfants placés au sein de sa famille d'accueil en avril 2007. Elle a été condamnée à 14 ans d'emprisonnement et à payer 80 000 £. Lors de la prononciation de la peine, le juge a déclaré qu'il s'agissait du « pire cas de maltraitance d'enfants qu'il ait vu en 40 ans de pratique du droit ».
Alors que trois enfants étaient placés sous sa garde (deux en famille d'accueil et un adopté), elle les notamment forcés à manger leurs propres excréments et vomissements, les a maintenus sous l'eau glaciale jusqu'au bord de la noyade, elle a frotté leur visage avec du papier de verre, elle a enfermé deux d'entre eux nus dans une pièce pendant un mois, elle a également pu les frapper à l'arrière du crâne avec une barre de métal. Son fils adoptif aîné, Christopher Spry, surnommé « Child C », a publié un livre du même nom sur son enfance avec Eunice Spry. Sa fille adoptive Alloma Gilbert, a publié Délivrez-moi du mal. Une autre de ses filles adoptives, Victoria Spry, a publié Tortured en avril 2015.
Elle avait également deux autres enfants à sa charge à cette époque, une fille adoptive et un fils adoptif (le frère cadet de Christopher) adopté à sa naissance, mais eux n'ont pas subi d'abus.
En septembre 2008, sa peine a été réduite à 12 ans par la Haute Cour de Justice. Le 30 mai 2014 le Gloucestershire Echo indique qu'elle sera libérée en juin 2014, après avoir passé 7 ans en prison.
En septembre 2020, Victoria Spry se suicide. Ses frères et sœurs affirment que le traumatisme résultant des abus qu'elle a subis a conduit à son suicide.